# Озеро Счастья
О́зеро Сча́стья (лат. Lacus Felicitatis) — небольшое лунное море, сформированное из потоков лавы. Имеет изогнутую форму с ответвлениями на северо-запад и на восток. 
На юге Озеро Счастья примыкает к Морю Паров. В 70-80 километрах от него протянулись Гемские горы (Montes Haemus).
Три маленьких кратера в пределах озера имеют официальные имена, которые были присвоены им Международным астрономическим союзом.
| Кратер        | Координаты   | Диаметр | Источник названия         |
| ------------- | ------------ | ------- | ------------------------- |
| Даг (Dag)     | 18.7ºN 5.3ºE | 0,4 км  | Скандинавское мужское имя |
| Ина (Ina)     | 18.6ºN 5.3ºE | 3 км    | Латинское женское имя     |
| Осама (Osama) | 18.6ºN 5.2ºE | 0,4 км  | Арабское мужское имя      |

Самый крупный из кратеров Ина имеет глубину всего 30 метров, из-за чего плохо различим с Земли.
По последним данным, происхождение Ины связывается с газовыми извержениями, происходившими примерно 10 миллионов лет назад.